# Sept Hommes à l'aube
Pour plus de détails, voir Fiche technique et Distribution.
Sept Hommes à l'aube (Operation: Daybreak) est un film réalisé par Lewis Gilbert, sorti en 1975.
Le film est basé sur l'histoire vraie de l'assassinat de Reinhard Heydrich à Prague en 1942, l'opération Anthropoid.

## Synopsis
En 1942, le gouvernement tchécoslovaque en exil à Londres ainsi que le Royaume Uni décident de mettre en place une opération visant à faire assassiner le protecteur du Reich en Bohème-Moravie, Reinhard Heydrich. Pour ce faire, ils forment et parachutent en Tchécoslovaquie deux agents chargé de s'en occuper : Jozef Gabčík et Jan Kubiš. Arrivés sur place, c'est avec le soutien du reste de la résistance tchèque qu'ils vont mettre en œuvre l'opération Anthropoid jusqu'au jour fatidique du 27 mai 1942 ou ils s'attaquent finalement à Heydrich.

## Fiche technique
- Titre : Sept Hommes à l'aube
- Titre original : Operation: Daybreak
- Réalisation : Lewis Gilbert et Ernest Day (seconde équipe)
- Scénario : Ronald Harwood, d'après une œuvre d'Alan Burgess
- Directeur de la photographie : Henri Decaë
- Montage : Thelma Connell
- Musique : David Hentschel
- Sociétés de production : Howard R. Schuster, American Allied Pictures, Ceskoslovenský Filmexport, Filmové studio Barrandov
- Pays d'origine :  États-Unis,  Tchécoslovaquie,  Yougoslavie
- Langues : anglais, allemand
- Format : Couleur (Technicolor) - 1.85:1 - Mono
- Genre : Film de guerre
- Durée : 118 minutes
- Dates de sortie :
  - États-Unis : novembre 1975
  - Royaume-Uni : 29 février 1976
  - France : 7 juillet 1976

## Distribution
- Timothy Bottoms : Jan Kubiš
- Martin Shaw : Karel Čurda
- Joss Ackland : Janák
- Anthony Andrews : Jozef Gabčík
- Anton Diffring : Reinhard Heydrich
- Cyril Shaps : Père Petrek
- George Sewell : Heinz Panwitz
- Reinhard Kolldehoff : Fleischer
- Kika Markham : la femme de Curda
- Philip Madoc : l'interprète
- Nigel Stock : Cyril Cross
- Vernon Dobtcheff : Pyotr
- Carl Duering : Karl Frank

## Autres films sur le même sujet
- Les bourreaux meurent aussi de Fritz Lang, 1943
- Hitler's Madman de Douglas Sirk, 1943
- Commando à Prague (Atentát), un film tchécoslovaque de Jiří Sequens, 1964
- Lidice de Petr Nikolaev, 2011
- Opération Anthropoïde : éliminer le SS Heydrich, un documentaire de Jarmila Buzkova, 2013
- Opération Anthropoid, de Sean Ellis, 2016
- HHhH, de Cédric Jimenez, 2017